# Aphis oenotherae
Aphis oenotherae är en insektsart som beskrevs av Oestlund 1887. Aphis oenotherae ingår i släktet Aphis och familjen långrörsbladlöss.

## Underarter
Arten delas in i följande underarter:
- A. o. pacifica
- A. o. oenotherae